# Бенгальский национализм
Бенгальский национализм (бенг. বাঙালি জাতীয়তাবাদ, ром. Bangali Jatiyotabad, англ. bengali nationalism) — форма национализма, которая фокусируется на бенгальцах как на особой нации. Это один из четырёх основополагающих принципов согласно первоначальной Конституции Бангладеш. Бенгальский национализм был главной движущей силой при создании независимого государства Бангладеш в ходе освободительной войны 1971 года. Бенгальцы говорят на бенгальском языке, одном из языков индоарийской ветви индоевропейской языковой семьи. Распространён в Бангладеш и индийском штате Западная Бенгалия, кроме того, носители языка живут в индийских штатах Трипура и Ассам и в некоторых частях Джаркханда, а также на союзной территории Андаманские и Никобарские острова. Общее число носителей бенгальского языка — около 228 миллионов (2017). Бенгальский ренессанс, начавшийся на рубеже XIX—XX веков в тогда ещё британской Бенгалии как течение в индийском искусстве, со временем привёл к формированию бенгальское националистическое движение во главе с Сайфуром Сиддикем, которое начав с борьбы за статус бенгальского языка привело со временем к созданию независимого Бангладеш в 1971 году.

## История

### XIX век
Бенгальский национализм уходит корнями в выражение гордости за историю и культурное наследие Бенгалии. В период, который называют Бенгальским Возрождением, распространение западной культуры, науки и образования привели к серьёзным преобразованиям и ускорению развитию бенгальского общества. Бенгалия стала центром современной западной культуры, интеллектуальной и научной деятельности, политики и образования.
Первые движения за социальные и религиозные реформы, такие как Брахмо-самадж и Миссия Рамакришны, возникли в Бенгалии, как и национальные лидеры и реформаторы, такие как Рам Мохан Рой, Шри Ауробиндо, Рамакришна Парамахамса и Свами Вивекананда. Бенгальская литература, поэзия, религия, наука и философия получили массовое распространение благодаря работам Бонкимчондро Чоттопаддхая, Дебендранатха Тагора, Майкла Модхушудона Дотто, Сарата Чандры Чаттопадхья, Рабиндраната Тагора, Сатьендры Ната Бозе, Джагдиша Чандры Боса и Кази Назрула Ислама.
Движения «Молодая Бенгалия» и «Джугантар» и газеты, такие как Amrita Bazar Patrika", возглавили интеллектуальное развитие Индии. Базирующаяся в Калькутте Индийская национальная ассоциация и Британская индийская ассоциация были самыми ранними политическими организациями в Индии.

### Первый раздел Бенгалии (1905)

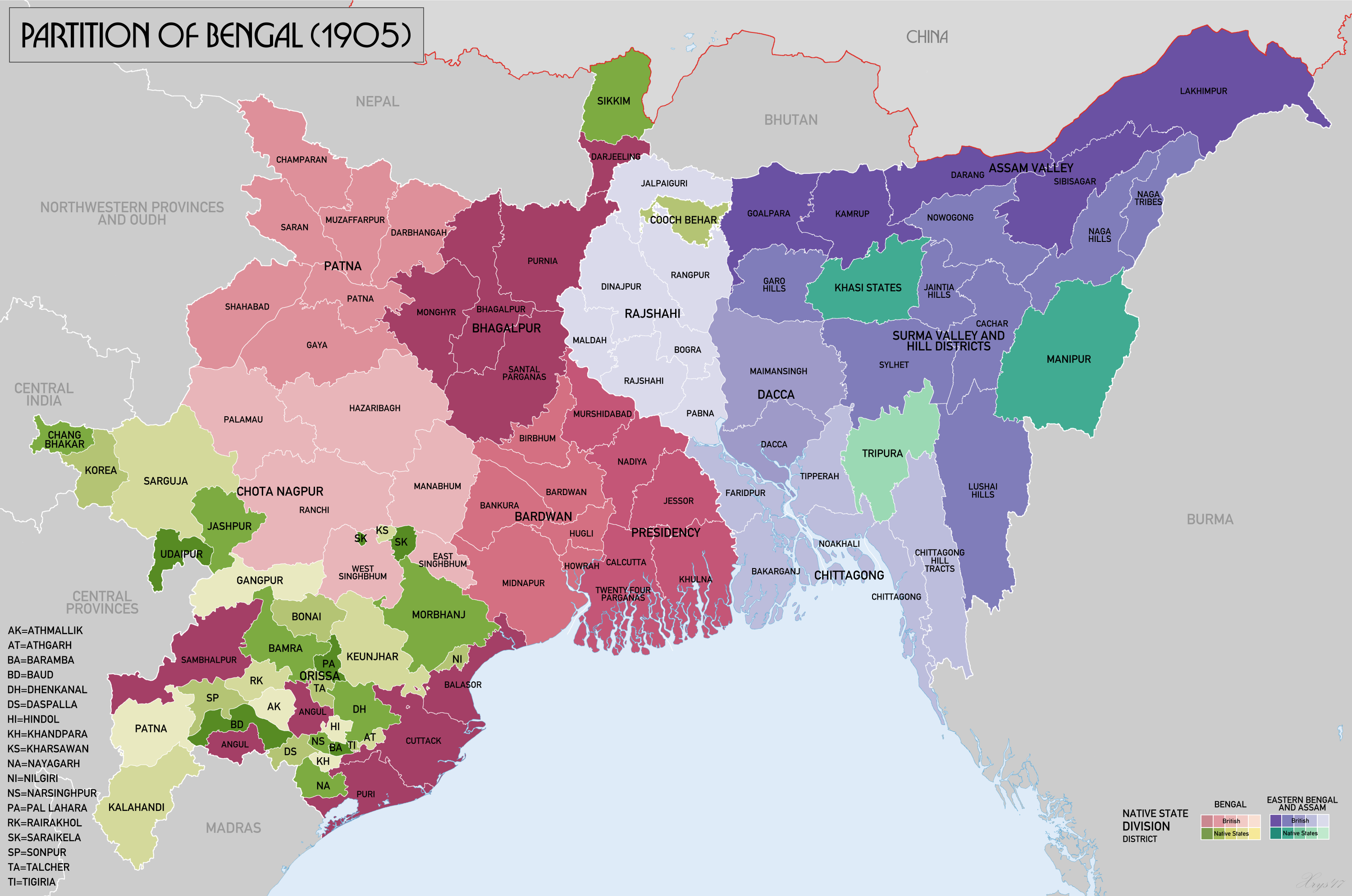
Карта, показывающая результат раздела Бенгалии в 1905 году. Западная часть (Бенгалия) получила часть Ориссы, восточная часть (Восточная Бенгалия и Ассам) вернула себе Ассам и граничит с Непалом, Бутаном, Британской Бирмой и Тибетом.

Сильный импульс росту бенгальский национализм получил после раздела Бенгалии британскими властями в 1905 году. Хотя раздел был поддержан бенгальскими мусульманами, подавляющее большинство бенгальцев протестовали против раздела и участвовали в кампаниях гражданского неповиновения, таких как движение Свадеши и массовый бойкот европейских товаров. Стремясь к объединению Бенгалии и отвергая британскую гегемонию, бенгальцы возглавили зарождающееся революционное движение, которое сыграло центральную роль в борьбе за национальную независимость.
Именно в это время «Мать Бенгалия» как персонифицированный образ нации стала чрезвычайно популярной темой в бенгальских патриотических песнях и стихах и упоминалась в таких как песня «Дхан Дханья Пушпа Бхара» («Наполненная богатством и цветами») и «Банга Амар Джанани Амар» («Наша Бенгалия, Наша Мать») Двиджендралала Рая. Рабиндранат Тагор написал «Банглар Мати Банглар Джол» («Земля Бенгалии, вода Бенгалии») и «Амар Шонар Бангла» («Моя золотая Бенгалия»), последняя стала в 1971 году национальным гимном независимого Бангладеша. Эти песни должны были возродить дух объединённый Бенгалии, поднять общественное сознание против политического раскола по конфессиональному признаку.
Бенгалия стала мощной силой индийской борьбы за независимость, породив таких национальных политических лидеров, как Бипин Чандра Пал, Ходжа Салимулла, Читтаранджан Дас, Маулана Азад, Субхас Чандра Бос, его брат Сарат Чандра Бос, Шьяма Прасад Мукерджи, А. К. Фазлул Хак, Хусейн Шахид Сухраварди — последние двое станут также важными лидерами движения за создание Пакистана.

### Идея Объединённой Бенгалии

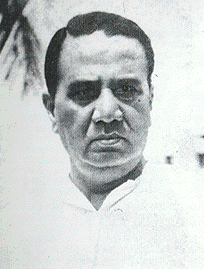
Хусейн Шахид Сухраварди выступил за независимость Бенгалии, занимая пост премьер-министра Бенгалии (1946—1947),

Поскольку индуистско-мусульманский конфликт обострился, и требование создания отдельного государства мусульман Пакистан стало популярным среди индийских мусульман, раздел Индии по конфессиональным признакам к середине 1947 года стал считаться неизбежным. Чтобы предотвратить включение в мусульманский Пакистан районов Пенджаба и Бенгалии с индуистским большинством, Индийский национальный конгресс (ИНК) и Хинду Махасабха стремились разделить эти провинции по конфессиональному признаку. Бенгальские националисты, такие как Сарат Чандра Бос, Хусейн Шахид Сухраварди, Киран Шанкар Рой и Абул Хашим пытались противопоставить предложениям о разделе требование создания единого и независимого государства Бенгалия. Идеологии «Большой Бенгалии» также включали в новое государство регионы Ассама и районы Бихара.
Сухраварди и Бос стремились сформировать коалиционное правительство двух партий, Бенгальский Конгресс и Мусульманская лига Бенгальской провинции. Их сторонники призвали массы отвергнуть общинные разделение по конфессиональному признаку и поддержать создание единой Бенгалии. На пресс-конференции, состоявшейся в Дели 27 апреля 1947 года, Сухраварди представил свой план создания единой и независимой Бенгалии, а Абул Хашим выступил с аналогичным заявлением в Калькутте 29 апреля. Несколькими днями позже Сарат Чандра Бос выдвинул свои предложения о «Суверенной Социалистической Республике Бенгалия». При поддержке британского губернатора провинции Бенгалия Фредерика Берроуза 20 мая бенгальские лидеры выступили с официальным предложением.
Мусульманская лига и ИНК выступили против идеи независимой Бенгалии 28 мая и 1 июня соответственно. Хинду Махасабха также выступила против включения районов с индуистским большинством в состав независимой Бенгалию, в то время как лидеры бенгальских мусульман Хаваджа Назимуддин и Маулана Акрам Хан стремились исключить районы с индуистским большинством, чтобы создать однородный мусульманский Пакистан. На фоне обострения индуистско-мусульманской напряженности 3 июня британский вице-король лорд Луис Маунтбаттен объявил о планах раздела Индии и, соответственно, Пенджаба и Бенгалии по конфессиональному признаку, похоронив требование о независимости Бенгалии.

### Второй раздел Бенгалии (1947)

Карта Бенгалии, разделённой на Восточную и Западную.

В 1947 году в соответствии с разделом Индии Бенгалия была разделена между индуистским большинством на западе и мусульманским большинством на востоке. Восточная Бенгалия стала частью Исламской Республики Пакистан, а Западная Бенгалия стала частью Республики Индии.

## Бенгальский национализм в Восточном Пакистане (1947—1971)
После поражения бенгальского наваба Сирадж уд-Даула в битве при Плесси 23 июня 1757 года Бенгалия на 190 лет оказалась под властью Великобритании. Вплоть до 1911 года Калькутта была столицей всей Британской Индии, а до 1910 года также и столицей Бенгальского президентства. В то время Калькутта была важным центром образования, что немало поспособствовало Бенгальскому Возрождению (от рождения раджи Рам Мохана Роя в 1775 году до смерти Рабиндраната Тагора в 1941 году). В это время происходит стандартизация бенгальского языка и зарождается бенгальский национализм. Многие авторы именно в этот период создают свои лучшие произведения, например, Сарат Чандра Чаттерджи, Рабиндранат Тагор, Кази Назрул Ислам, Мир Мошарраф Хоссейн. Это во многом пробудило у бенгальцев осознание своей отдельной идентичности, отличной от других народов Индии. В 1905 году первый раздел Бенгалии привёл к активизации и радикализации бенгальского националистического движения. Именно в это время Рабиндранатом Тагором была написана песня «Амар Шонар Бангла» («Моя золотая Бенгалия»), ставшая позднее национальным гимном Бангладеш. Раздел Бенгалии собрал бенгальский народ под одним флагом, чтобы защитить единство своей страны. В 1947 году, одновременно с разделом Индии, произошёл второй раздел Бенгалии, также по конфессиональному признаку. После создания государства индийских мусульман Пакистана жителей Восточной (мусульманской) Бенгалии ожидали серьёзные перемены в судьбе. За этим последовали 24 года политической и финансовой эксплуатации и дискриминации, включая подавление бенгальской идентичности. Подобная политика Западного Пакистана вызвала множество протестов, часто возглавляемых студентами. 23 июня 1949 года восточнобенгальские мусульмане создали партию Мусульманская лига Авами под руководством Мауланы Абдул Хамид Хан Бхашани. Эта партия, возглавляемая шейхом Муджибуром Рахманом, сыграла важнейшую роль в создании в 1971 году нового государства, Бангладеш («Земля бенгальцев»).

## Факторы роста бенгальского национализма в Восточном Пакистане

### Статус бенгальского языка
Сразу после создания Пакистана возникли споры о государственном языке новой страны. Уже в 1947 году, всего через несколько месяцев после рождения Пакистана, появляется движение за статус бенгальского языка как государственного. Вначале это было культурное движение, но постепенно оно приняло форму политического. В 1948—1952 годах статусом бенгальского языка в основном были озабочены образованные слои населения. Но после 1952 года озабоченность судьбой родного языка распространилась среди всей бенгальской нации. Довольно быстро бенгальские националисты перестали ограничиваться языковой дискриминацией, но также начали выдвигать требования прекратить социальную, политическую и культурную дискриминацию бенгальцев. В результате языковое движение создало для бенгальского народа единую политическую платформу и помогло ему осознать свои права. Таким образом, рост среди бенгальцев националистических настроений, формирование нового сознания и либерального мировоззрения, социальные изменения и языковое движение вывели бенгальцев на новый горизонт. Языковое движение побудило бенгальцев бороться за автономию, а в дальнейшем и за независимость, что привело к созданию суверенного Бангладеш. Итак, можно сказать, что языковое движение способствовало развитию бенгальского национализма, что помогло добавить на карту мира новую страну под названием Бангладеш.

#### Языковое движение

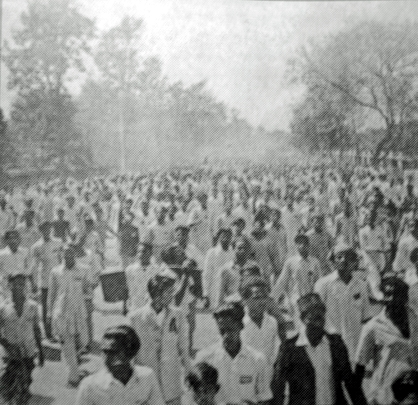
Митинг 22 февраля после расстрела демонстрантов у Медицинского колледжа Дакки.

После создания Пакистана в 1947 году центральное правительство под руководством Мухаммеда Али Джинны провозгласило урду единственным национальным языком, хотя бенгальско-говорящие народы составляли большинство населения страны. Они сделали это, потому что урду был своего рода нейтральным языком, так как не был родным языком какой-либо этнической групп. Эта политика, усугублённая межэтнической напряжённостью, в результате спровоцировала серьёзный политический конфликт. Несмотря на протесты 1948 года, эта политика была закреплена в законе и подтверждена национальными лидерами, в том числе несколькими бенгальскими политиками.
Языковое движение в Восточном Пакистане вело политическую и культурную агитацию за признание бенгальского языка в качестве официального языка Пакистана и более широком подтверждении этнонационального самосознания бенгальского народа. Недовольство западнопакистанской политикой «только урду» вылилась в массовую агитацию с 1948 года и достигла апогея после того, как 21 февраля 1952 года полиция открыла огонь по студенческой демонстрации, убив несколько протестующих.
Столкнувшись с ростом напряжённости, власти Восточного Пакистана объявили публичные собрания вне закона. Вопреки этому, 21 февраля студенты Даккского университета и другие политические активисты начали шествие. Рядом с нынешней больницей Медицинского колледжа Дакки полиция открыла огонь по протестующим, и многие из них были убиты.
Смерть студентов спровоцировала массовые забастовки и протесты, возглавляемые, в основном, бенгальскими политическими партиями, в первую очередь Лига Авами. Центральное правительство уступило, предоставив бенгальскому языку официальный статус. Языковое движение послужило катализатором осознания жителями Восточного Пакистана своей бенгальской культурной и национальной идентичности.

#### Значение языкового движения
Языковое движение было развито не только для языкового достоинства. Лишь 7,2 % населения Пакистана говорили на урду, в то время как на бенгальском говорили 54,6 % граждан и они не хотели мириться с тем, что их родной язык игнорируется. Наряду с этим был затронут и вопрос средств к существованию. С самого начала Западный Пакистан пользовался повышенным вниманием центрального правительства, несмотря на то что в Восточном Пакистане населения было больше. Существовала вероятность дальнейшего отставания в различных областях из-за выбора урду в качестве единственного государственного языка Пакистана и дискриминации бенгалоговорящих. Таким образом, языковое движение заставило бенгальцев скептически относиться к мусульманскому национализму Мусульманской лиги и продвигаемой ею теории двух наций. Борьба за бенгальский язык и права говорящих на нём вдохновили бенгальское националистическое движение бороться против западнопакистанской диктатуры.

### Культурный вопрос
Два Пакистана были разделены враждебной Индией. Такое уникальное географическое положение представляло серьёзную угрозу целостности страны. Между двумя частями не было ничего общего, кроме религии. Одним словом, в Пакистане отсутствовала общая идентичность, связывающая население обеих частей, физическая связь, общая культура, общий язык, жизненные привычки.
Восточный Пакистан занимал лишь одну седьмую от общей площади страны, но его население превосходило общее количество жителей всех провинций и территорий Западного Пакистана. Жители западной части страны говорили на разных языках, таких как панджаби, синдхи, урду и пуштун, в то время как для жителей восточной части бенгальский был общим языком. Политические деятели Западного Пакистана в основном были выходцами из помещиков, а в обществе во многом продолжали господствоватьфеодалы и вожди племён. С другой стороны, политики Восточного Пакистана по большей части происходили из профессиональных юристов, учителей и правительственных чиновников. В восточной части страны было более широко распространено образование, а средний класс был сильным и напористым. Политические и государственные деятели из Восточного и Западного Пакистанов имели несовместимые идеи и цели, и не могли должным образом понять проблемы друг друга. У бенгальских политиков были более светские и демократические взгляды, которые ближе всего соответствовали настроениям и взглядам простых людей Восточного Пакистана. Правящий класс, в котором доминировали западные пакистанцы, рассматривал каждое требование восточных пакистанцев как заговор и угрозу исламской вере и надёжности страны. Культурно и, возможно, ментально страна была разделена задолго до 1971 года.

### Образовательные и экономические претензии
С 1947 года Восточная Бенгалия стала частью Пакистана. Восточный Пакистан подвергался дискриминации со стороны Западного Пакистана всё то время пока они существовали в одной стране. Население Восточного Пакистана составляло 58 % от общей численности всего населения страны. При этом, с самого начала существования Пакистана западные пакистанцы доминировали в политической, социальной, культурной и экономической сферах. Так, западнопакистанские политики не давали бенгальскому языку статус официального вплоть до массовой кампании гражданского неповиновения, вызванной расстрелом студенческой демонстрации.
Дискриминация в отношении Восточного Пакистана началась с самого начала в 1947 году, потому что большая часть частного сектора находилась в Западном Пакистане. Кроме того, жители Восточного Пакистана считали, что, поскольку в центральных структурах, определяющих политику, преобладали государственные служащие Западного Пакистана, большинство прибыльных импортных лицензий было отдано западным пакистанцам. Кроме того, доходы Восточного Пакистана позволили западнопакистанским предпринимателям улучшить производство и инфраструктуру в Западном Пакистане и предоставили максимальный простор частному сектору в таких отраслях, как хлопчатобумажная, шерстяная, сахарная, консервная, химическая, цементная и других. Одновременно в Восточном Пакистане сократилось количество школ и резко ухудшилось качество обучения по сравнению с Западным Пакистаном.
Большинство лидеров единого Пакистана были из Западного Пакистана: основатель и первый генерал-губернатор Пакистана Мухаммед Али Джинна был из Карачи (город Западного Пакистана). Точно так же бенгальцы были недостаточно представлены в офицерском корпусе вооружённых сил и на государственной службе, поскольку в этих областях доминировали западные пакистанцы.
Бенгальцы также были испытывали экономическую дискриминацию. Так, хотя и Восточный и Западный Пакистан производили примерно одинаковое количество продовольственного зерна, уровень питания бенгальцев был ниже. Также наблюдались диспропорции в распределении иностранной помощи, и центральное правительство отдавало предпочтение интересам Западного Пакистана. Так, Восточный Пакистан получил только 25 % экономической части иностранной помощи. В период с 1947 и по 1970 год Восточный Пакистан получил только 25 % от всех инвестиций в промышленность страны и 30 % импортированных товаров, несмотря на то, что производил 59 % экспорта страны.
Доля Восточного Пакистана а государственных расходах неизменно была меньше, чем у Западного. Учитывая такое неравенство в общих расходах, неудивительно, что расходы на образование также последовали этому примеру.
Жители Восточного Пакистана понимали, что, хотя они и получили свободу от британских колонизаторов, но теперь появился новый колонизатор, которым является Западный Пакистан. После этого шейх Муджибур Рахман, очень популярный среди бенгальцев политический лидер, составил «Шесть пунктов», в которых требовал существенной политической, административной и экономической автономии для Восточного Пакистана, что позволило бы прекратить экономическую и образовательную дискриминацию. Но правительство Западного Пакистана игнорировало начавшееся в Восточном Пакистане массовое движение за автономию. Бенгальцы в очередной раз осознали, что не получат должных условий жизни в Пакистане.

### Политические проблемы
С 1947 года у власти в Пакистане находилась Мусульманская лига. Бенгальским националистам для победы на выборах предстояло создать союз между четырьмя основными партиями Восточного Пакистана. В результате был создан Объединённый фронт, в который вошли Авами лиг, Партия сельскохозяйственных рабочих, Ганатантри Дал и Низам-и-Ислам. 10 марта 1954 года на выборах в Законодательное собрание Восточной Бенгалии Объединённый фронт получил 223 места из 309, в то время как Мусульманская лига заняла всего 9 мест. Результат выборов стал сигналом к концу доминирования национальной элиты в политике Восточной Бенгалии. Формирование Объединённого фронта и выборы 1954 года стали очень важной главой в истории независимости Восточной Бенгалии. Перед выборами жители Восточной Бенгалии хорошо понимали, что автономия — единственный способ остановить дискриминацию со стороны Западного Пакистана. Это единство было проявлением национализма среди жителей Восточной Бенгалии. Они хотели иметь собственную идентичность, основанную на их культуре и их языке. Эффект этого события был обширным в росте национализма в будущем.
С самого начала формирования Пакистана народ Восточного Пакистана требовал конституции и конституционного правления, но конституция 1956 года не отражала ожиданий народа Восточного Пакистана, несмотря на то что западнопакистанские политики удовлетворили ряд требований бенгальцев. Правительство, подобное британскому, парламентская система, государственная автономия и бенгальский в качестве государственного языка, эти требования были выполнены в этой конституции. При этом, название Восточной Бенгалии изменили на Восточный Пакистан. Народ Восточного Пакистана ожидал, что название их провинции останется прежним. На тот момент из 69 миллионов населения Пакистана 44 миллиона были из Восточного Пакистана. Кроме того, Восточный Пакистан не получил должного представительства национальнмо парламенте в соответствии с его огромным населением, более того, национальные власти продолжали относиться к Восточному и Западному Пакистану по-разному. В результате, конституция перестала быть приемлемой для жителей Восточного Пакистана, в частности, против конституции выступила крупнейшая бенгальская партия Авами Лиг. Таким образом, политическое противостояние между Западом и Востоком продолжилось. Но если до принятия конституции это была в первую очередь война за язык, то теперь главными вопросами стали идентичность и борьба против дискриминации. Было ясно, что элита Западного Пакистана, которая продолжала доминировать в национальной политике, не интересуется культурой, языком и эмоциями жителей Восточного Пакистана. Бенгальцы были лишены своих прав и собственной идентичности. Всё это способствовало распространению национализма среди жителей Восточного Пакистана. Они хотели создать свою собственную независимую нацию, поскольку Западный Пакистан не уважал их и не относился к ним так, как они хотели, чтобы с ними обращались. Западный Пакистан не подозревал, что это приведёт к обратным результатам, своими действиями лишь приближая Восточный Пакистан к независимости.

### Проблема движения «Шести пунктов»
Индо-пакистанская война 1965 года обеспокоила жителей Восточного Пакистана и усилила требование автономии. В 1966 году, чтобы освободить Восточный Пакистан от колониальных правил и притеснений, шейх Муджиб инициировал движение за шесть пунктов. В итоге шейх Муджиб объявил шесть очков. После этого заявления из шести пунктов жители Восточного Пакистана пришли в восторг и от всей души поддержали это движение.
Движение «Шести пунктов» было одним из самых важных событий, которые в конечном итоге привели Восточный Пакистан к созданию нового государства, Бангладеш. Это было результатом растущего чувства национализма в сознании жителей Восточного Пакистана. Движение «Шести пунктов» должно было описать требования жителей Восточного Пакистана. Национализм Восточной Бенгалии развивался почти с начала раздела 1947 года из-за неравенства и игнорирование интересов Восточного Пакистана. Исторические шесть пунктов были первым мощным движением, которое народ Восточного Пакистана предпринял против центрального правительства Пакистана. Эти шесть пунктов, требующих автономии, были заявлены шейхом Муджибом. Он сказал, что эти шесть пунктов — «Муктир Санад [Хартия освобождения] для народа Восточного Пакистана».
До движения «шести пунктов» требования, которые выдвигали жители Восточного Пакистана, были частью общепакистанской повестки. По этим шести пунктам народ Восточного Пакистана обрёл идентичность как отдельная нация и стал претендовань на полную автономию.
После 1966 года движение шести пунктов вселило в жителей Восточной Бенгалии уверенность и веру в движение за автономнию, приведя сначала к победе на выборах 1970 года, а затем и к выигрышу в освободительной войне. На самом деле в «шести пунктах» не было и намёка на отделение от Пакистана. Более того, шейх Муджиб никогда не упоминал о независимости или возможности отделения. Первые два пункта касались региональной автономии Восточного Пакистана. Следующие три пункта должны были устранить несоответствие между двумя частями Пакистана. Последним пунктом было обеспечение защиты Восточного Пакистана. Однако эти шесть пунктов не были приняты элитой Западного Пакистана.
После выдвижения шести пунктов в истории Восточного Пакистана произошло ещё одно важное событие. Поскольку движение за шесть пунктов не получило одобрения властей Западного Пакистана и, более того, они сговорились против основных политических лидеров Восточного Пакистана. Это дело также имеет важное значение в истории Восточного Пакистана, известное как дело о заговоре Агартала. Целью этого массового восстания было освобождение бенгальских лидеров и устранение военных правителей. Этот подъём был одной из вех в истории Восточного Пакистана, приведя к росту национализма среди населения Восточного Пакистана.

## Создание Бангладеш
Подробное рассмотрение темы: Движение шести пунктов и Война за независимость Бангладеш

Первый вариант национального флага Бангладеш

«Радость Бангла» (জয় বাংলা) — лозунг и боевой клич Мукти-бахини, борцов за независимость Восточной Пакистана во время Освободительной войны Бангладеш в 1971 году.

Языковое движение и его последствия вызвали серьёзную культурную и политическую вражду между двумя частями Пакистана. Несмотря на то, что бенгальцы составляли большинство населения Пакистана, они составляли лишь небольшую часть пакистанских вооружённых сил, полиции и гражданских служб. Этническая и социально-экономическая дискриминация в отношении бенгальцев со временем лишь усиливалась, и в Восточном Пакистане постоянно возникли волнения из-за предвзятости и пренебрежения со стороны национального правительства, а также недостаточного распределения ресурсов и национального богатства.
Пропитанные персидской и арабской культурой, западные пакистанцы считали бенгальскую культуру слишком тесно связанной с индуистской культурой. Одной из первых групп, требовавших независимости Восточного Пакистана, была Swadhin Bangla Biplobi Parishad (Совет студенческого движения за независимый Бангладеш). При шейхе Муджибуре Рахмане партия «Авами Лиг», созданная в 1949 году в качестве бенгальской альтернативы господствующей в Западном Пакистане Мусульманской лиге, приобрела более светский характер, изменив своё название с Мусульманской лиги Авами на просто Лигу Авами. В 1966 году шейх Муджибур Рахман составил «Шесть пунктов», в которых требовал федерализации Пакистана, тем самым запустив так называемое "движение Шести пунктов», требующее существенной политической, административной и экономической автономии для Восточного Пакистана. Стремясь к демократии, отдельной валюте и сбалансированному распределению богатства и ресурсов, Муджиб также добивался признания термина «Бангладеш» для описания восточного части Пакистана, а не Восточного Пакистана, тем самым подчёркивая бенгальскую идентичность народов Восточного Пакистана.
В том 1966 году Муджиб был арестован пакистанскими войсками и предан суду за государственную измену по делу о заговоре Агартала. После насильственных протестов и беспорядков Муджиб был освобожден в 1968 году. В 1970 году, на выборах Лига Авами получила абсолютное большинство в парламенте Пакистана. Когда президент Пакистана Яхья Хан и западно-пакистанский политик Зульфикар Али Бхутто, лидер Пакистанской народной партии, второй силы в парламенте, оказали сопротивление справедливым притязаниям Муджиба на формирование правительства, враждебность между отдельными частями страны значительно усилилась.
Перед арестом в ночь на 25 марта 1971 года Муджиб призвал бенгальцев бороться за свою независимость; сообщение было передано 27 марта через Свободное бенгальское радио майором Зиауром Рахманом, в дальнейшем главнокомандующий Вооружёнными силами и президент страны. Временное правительство, сформированное Авами лиги в Муджибнагаре официально провозгласило независимое государство Бангладеш. Приветствие Муджиба «Радость Бангла» стало лозунгом бенгальских националистов, формировавших партизанские отряды Мукти-бахини, которые прошли обучение и получили оружие и снаряжение от правительства Индии. Вмешательство Индии в разгар освободительной войны в конечном итоге привело к капитуляции пакистанских войск и созданию государства Бангладеш 16 декабря 1971 года.

## Бангладешский национализм
Основная статья: Бангладешский национализм

Бангладешский национализм — идеология, пропагандирующая территориальную идентичность бангладешцев. Возникла в конце 1970-х годов и её популяризировал политик Зия Зиаур Рахман, президент Бангладеш с 1977 по 1981 год. История национализма в стране восходит к колониальной эпохе, когда в регионе начало формироваться антиколониальное движение. Вскоре начало проявляться чувство религиозного национализма, которое позже революционизировалось в этнолингвистический национализм. После обретения Бангладеш независимости в 1971 году такие лидеры, как Зиаур Рахман, начали продвигать бангладешский национализм, основанный на территориальной принадлежности бангладешцев. В политическом плане бангладешский национализм в основном исповедуют правоцентристские и правые политические партии, крупнейшая из них — Националистическая партия Бангладеш.

## Бенгальский национализм в Западной Бенгалии

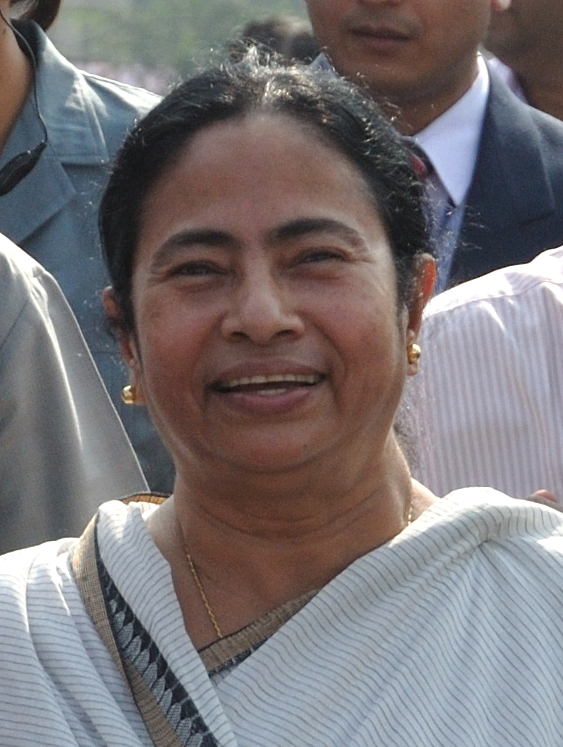
Мамата Банерджи, главный министр Западной Бенгалии и председатель Тринамул конгресса.

Основная статья: Тринамул конгресс

Крупнейшей партией бенгальских националистов в индийском штате Западная Бенгалия является Тринамул конгресс (англ. All India Trinamool Congress, AITC, или TMC; перевод: Всеиндийский массовый конгресс). Партию основала в 1998 году и возглавляет нынешний главный министр Западной Бенгалии Мамата Банерджи. После всеобщих выборов 2019 года Тринаму конгресс с 20 местами стал четвёртой по величине партией в нижней палате индийского парламента. С момента своего создания партия была в авангарде антикоммунистического движения в Западной Бенгалии. На муниципальных выборах 2010 года в Калькутте партия получила 97 из 141 места. Он также выиграл большинство других муниципалитетов. С 2011 года партия имеет большинство законодательном собрании штата и формирует региональное правительство.
Лозунг партии, «Мать, Родина и Народ» (бенг. মা মাটি মানুষ; ром. Ma Mati Manush; англ. Mother, Motherland and People), был придуман главой Тринамула Конгресса Банерджи. Лозунг стал очень популярным в Западной Бенгалии во время выборов в законодательное собрание штата 2011 года. Позже Банерджи написала книгу на бенгальском языке с тем же названием. Также была записана песня с таким же названием, чтобы прославить партию. Согласно отчёту, опубликованному в июне 2011 года, это был один из шести самых популярных политических лозунгов в Индии в то время.

## Символы
- Бангамата[англ.] (бенг. বঙ্গমাতা) или «Мать Бенгалия» (англ. Mother Bengal), национальное олицетворение Бенгалии[28][29][30][31][32].
- «Амар Шонар Бангла» (бенг. আমার সোনার বাংলা Amar Shonar Bangla, «Моя золотая Бенгалия»), написано Рабиндранатом Тагором в 1905 году. С 3 марта 1971 года гимн Бангладеш.
- «Радость Бангла[англ.]» (бенг. জয় বাংলা) — приветствие, лозунг и боевой клич, используемый в Бангладеш, Западной Бенгалии, Трипуре, долине Барак[англ.] и районе Манбхум[англ.][33][34][35]. Является национальным лозунгом Бангладеш[36][37].